# Septo traqueoesofágico
En embriología, el septo traqueoesofágico es una estructura embriológica que se forma a partir de los pliegues o crestas traqueoesofágicas, las cuales se fusionan en la línea media. Divide el esófago de la tráquea durante el desarrollo prenatal. Las anomalías del desarrollo pueden conducir a una fístula traqueoesofágica.

## Estructura
El septo traqueoesofágico se forma a partir de los pliegues traqueoesofágicos laterales (crestas longitudinales), las cuales se fusionan en la línea media, separando el esófago de la tráquea. Su desarrollo se completa a las 6 semanas de gestación. Divide el tubo del intestino anterior: el tubo laringotraqueal ventralmente y el esófago dorsalmente.

## Función
El septo traqueoesofágico separa al esófago de la tráquea durante el desarrollo prenatal.

## Importancia clínica
Las anomalías del desarrollo del septo traqueoesofágico pueden provocar una fístula traqueoesofágica, lo cual puede ser secundario a ciertas mutaciones de los genes involucrados en su desarrollo, aunque también se han propuesto otras teorías sobre el origen de la misma. Otra anomalía relacionada es la hendidura laringotraqueal.